# Rectisol

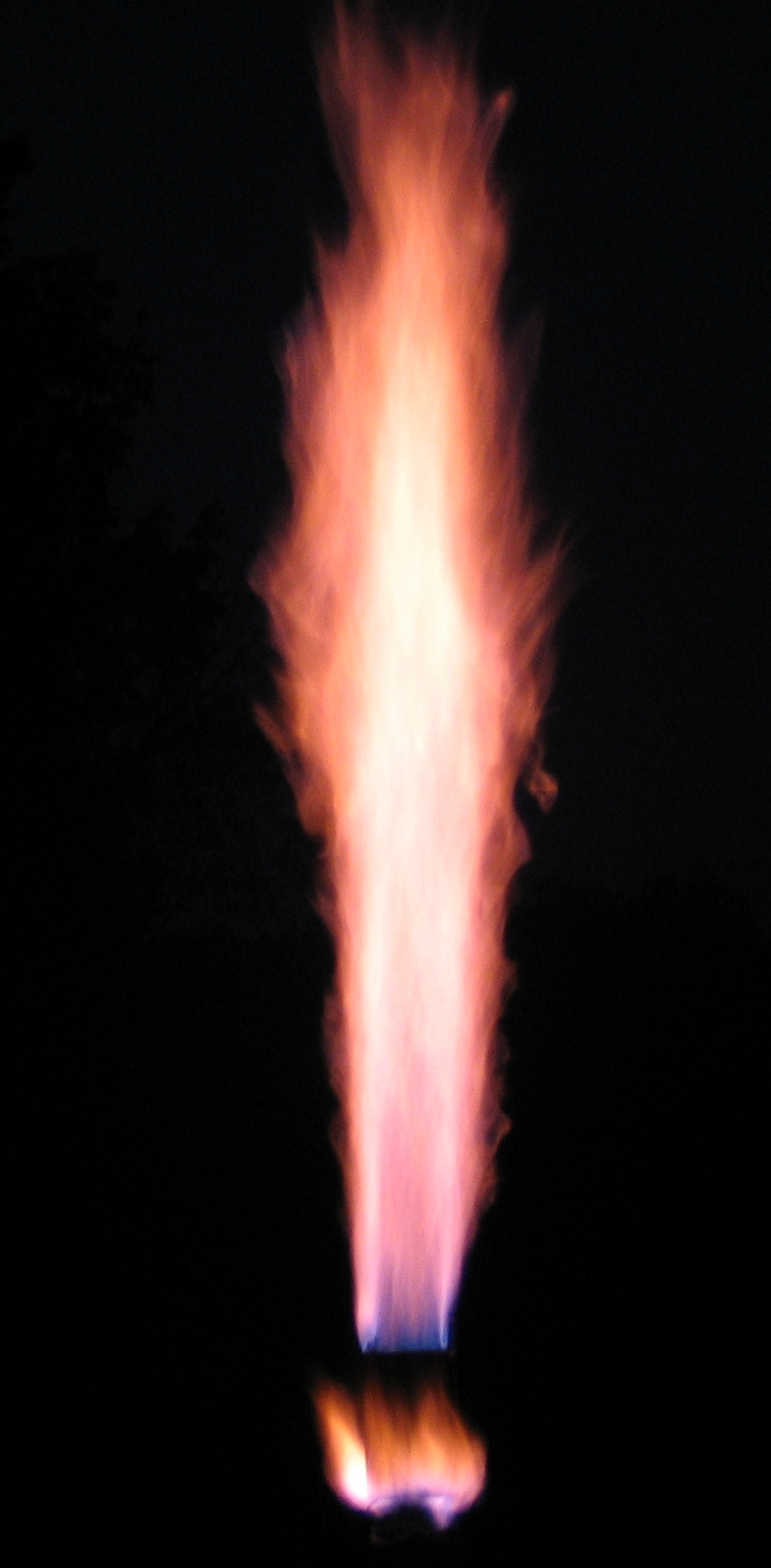
Queima de gás rico em monóxido de carbono

Rectisol é a marca de um processo de remoção de gás ácido que usa metanol como um solvente para separar gases ácidos tais como sulfeto de hidrogênio e dióxido de carbono de correntes de gás. Ao fazer isso, o gás de alimentação torna-se mais adequado para a combustão e/ou processamento posterior. Rectisol é usado mais frequentemente para tratar gás de síntese (primariamente hidrogênio e monóxido de carbono) produzido por gaseificação de carvão ou hidrocarbonetos pesados, como solvente o metanol é bem capaz de remover contaminantes tais como amônia, mercúrio, e cianeto de hidrogênio usualmente encontrado nestes gases. Como um gás ácido e grande componente de correntes valiosas de gases, CO2 é separado durante a regeneração de solvente do metanol. 

## Descrição do processo
No processo Rectisol (licenseado tanto por Linde AG e Lurgi AG), metanol frio a aproximadamente  –40 °C (–40 °F) dissolve (absorve) os gases ácidos da corrente de alimentação a pressão relativamente alta, usualmente 400 a 1000 psia (2,76 a 6,89 MPa). O solvente rico contendo os gases ácidos é então levado á pressão mais baixa para liberar e recuperar-se os gases ácidos. O processo Rectisol pode operar seletivamente para recuperar sulfeto de hidrogênio e dióxido de carbono como corrente separadas, de modo que o sulfeto de hidrogênio pode ser enviado tanto para uma unidade de processo Claus para conversão a enxofre elementar quanto para uma unidade de processo WSA para recuperar-se ácido sulfúrico, enquanto, ao mesmo tempo, o dióxido de carbono pode ser sequestrado ou usado para melhorar a recuperação de óleo.